# Marcus Probius Burrus

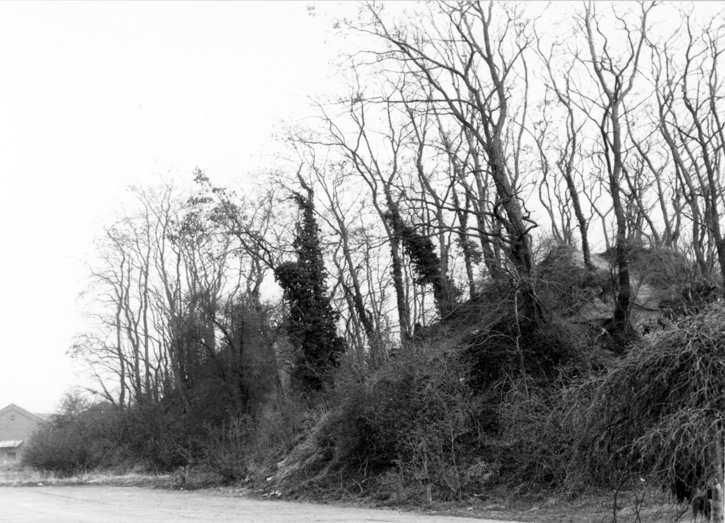
De Drie Tommen te Tienen

Marcus Probius Burrus was een Gallo-Romein, begraven in een van de Drie Tommen, grafheuvels te Tienen (Vlaams-Brabant, België).
De grafheuvels dateren waarschijnlijk van de 1e of 2e eeuw na Christus. Op 10 oktober 1892 werden ze onderzocht onder de leiding van baron Alfred de Loë. In de derde grafheuvel vond men een gouden staafje met de tekst MPRO BIVS BVR RVS op de zijden gegraveerd. De ontcijfering is heel gemakkelijk: M(arcus) Probius Burrus, d.i. Marcus Probius de Rosse.
Marcus is een voornaam die zeer veel voorkomt in het Romeinse Rijk. De naam Probius is een vervorming van de Romeins-mediterrane naam Probus. De achternaam Burrus verwijst naar de Gallische oorsprong van deze persoon.
Enkel personen die het Romeins burgerrecht hadden verworven, mochten drie namen hebben (tria nomina).
Het feit dat deze persoon rond het midden van de 2e eeuw na Christus reeds het Romeins burgerrecht had verkregen, duidt op goede banden met de Romeinse overheid.

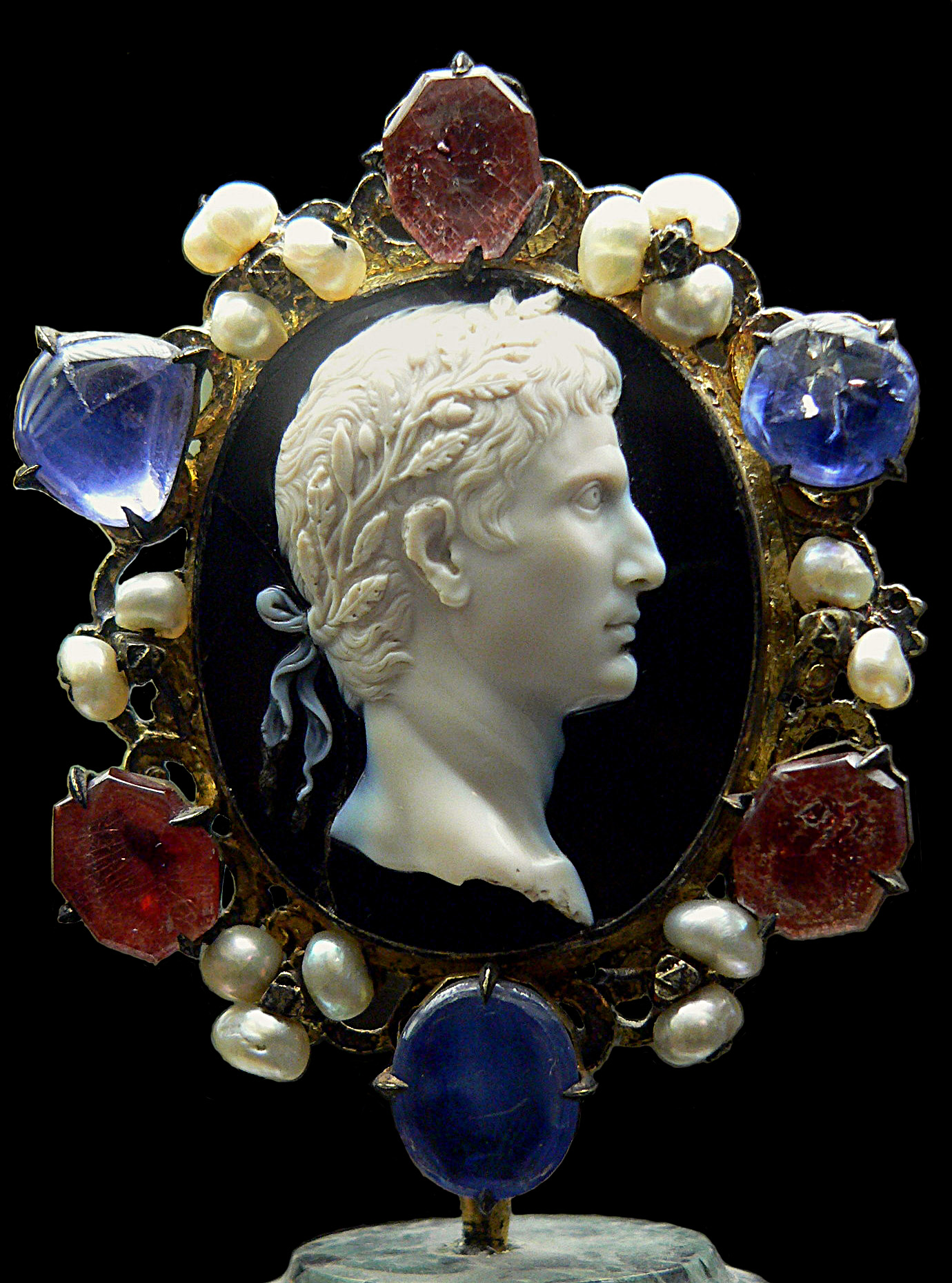
Camee van keizer Augustus met sardonyx, parel, saffier en glas

## Overige vondsten in het graf van Burrus
Naast scherven in brons, ijzer, ivoor, glas en keramiek vond men een zilveren vaas, een bronzen cirkelvormig medaillon (fibula circularis), een verlovingsring (anulus pronobus) met de inscriptie Concordi communum, afkorting van concordiae communi (ter herinnering aan onze verstandhouding).
Het prachtigste stuk was echter een camee, die vervaardigd zou zijn door de Griek Dioscorides. Het is een ovale sardonyxsteen, bestaande uit drie lagen van verschillende kleur met bewerkte gouden omlijsting. Op de camee staat het portret van een jonge man in melkwit reliëf op een donkerrode achtergrond. Men heeft gemeend dat het de jonge keizer Augustus zou zijn. Op 27 september 1894 werd de camee verkocht aan baron Edm. de Rotschild uit Parijs voor het toenmalige astronomische bedrag van 30.000 BEF. In 1940 schatte men de waarde al op een half miljoen BEF.
Rijksmaarschalk Hermann Göring eiste tijdens de Tweede Wereldoorlog de geconfisqueerde stukken van de Franse Rothschilds op voor zijn privé-verzameling. Na de oorlog werden een groot deel van deze kunstschatten ontdekt in de Oostenrijkse zoutmijnen. Een deel van de verdwenen voorwerpen kwam zo terug bij zijn rechtmatige eigenaar in Waddesdon Manor terecht, zo ook de Tiense camee en verlovingsring.
In Waddesdon Manor, dat sinds 1957 deel uitmaakt van de National Trust, wist men tot voor kort niet waar deze juwelen vandaan kwamen. Zij bevonden zich nog in de oorspronkelijke doos, maar elk object was voorzien van een "nazinummer", beginnend met een R. De Romeinse juwelen bleven nog een tijd in het privébezit van James’ weduwe, Dorothy, die ze pas in 1971 aan de National Trust overmaakte. Zij werden op aanvraag van de National Trust door enkele Engelse deskundigen van het British Museum aan een onderzoek onderworpen en door hen als afkomstig uit de 1e en 2e eeuw gedateerd.
Deze stukken werden na een maandenlange speurtocht langs archieven, veilinghuizen en musea door historica Lutgart Vrancken, medewerkster van het Stadsarchief te Tienen, herontdekt.